# Водка
Водката е алкохолна напитка, състояща се основно от вода и етилов спирт. При производството на някои видове водка се добавят в малки количества захар, натриев бикарбонат, настойки от билки или от ръжен хляб. Водка се прави от ръж, пшеница, ечемик или картофи, към които се добавя вода. След това съдържанието се филтрира. За да бъде кристално бистра, напитката се филтрира през филтри от кварцов пясък и активен въглен. Названието ѝ идва от думата „вода“. Алкохолното съдържание най-често е 40°, но достига до 56°.
В Европа първата дестилация на ферментирала захаросъдържаща течност била направена от италианския монах-алхимик Валентиус.
В полския език през 1405 и 1437 г. е фиксирана употребата на формите wodko, vodka в съдебни актове на Сандомежкото войводство (в значение на „малък водоем“), а през 1534 г. думата wodki е отбелязана със значението „дестилирани лекарствени продукти“.
Руският историк Вилям Пахльобкин смята, че полското wódka произлиза от руски. В руския език названието „водка“ е фиксирано през 1533 г. и се е отнасяло за лекарствена спиртна билкова настойка. В значение на спиртна напитка думата започва да се използва през XVII век, а през XVIII век навлиза в официалните документи.
В Русия водката се появила в края на XIV в. През XV в. водката се появява и в Полша. Но до XVIII в. писмените източници не съобщават за дестилация на спирт от пшеница, ръж или картофи. Първите източници, съобщаващи за дестилация на спирт от тези суровини, са от XVIII в. Руската технология за производство на водка е производство на спирт от пшеница. Подобно се развива технологията и в Украйна. В беларуските земи се появява технология за дестилация на спирт от ръж, а в полските земи (под руска власт) – на спирт от картофи. Петър Велики изобретил „перцовката“, като гарнирал питието си с червена люта чушка.
През 1896 г. е основана първата руска марка водка. През 1927 г. в СССР е основана първата марка съветска водка „Столичная“, която през 1938 г. печели голямата награда за най-качествена водка на изложението в Ленинград. През 1930 г. фамилия Смирнови пристигнали в САЩ с оригиналната рецепта и Америка открила мекия спирт с етикета Smirnoff.
Смята се, че умерената консумация в някои страни е не повече от 50 ml за жени и 100 ml на ден за мъже за приемане на високоалкохолни напитки (напр. водка).